# Buffonellodes levatus
Buffonellodes levatus är en mossdjursart som först beskrevs av Walter Douglas Hincks 1882.  Buffonellodes levatus ingår i släktet Buffonellodes och familjen Buffonellodidae. Inga underarter finns listade i Catalogue of Life.